# Filipe, Duque de Parma
Filipe (em espanhol: Felipe de Borbón y Farnesio, Madrid, 15 de março de 1720 – Alexandria, 18 de julho de 1765) foi um infante de Espanha por nascimento, e Duque de Parma de 1748 até sua morte em 1765. Era o quarto filho, terceiro menino, do rei Filipe V da Espanha com sua segunda esposa Isabel Farnésio.
A sua mãe, Isabel, provinha da família Farnésio, dinastia que, desde o século XVI governara o Ducado de Parma e Placência, no vale do rio Pó. Durante a Guerra da Sucessão da Áustria, em 1741, Filipe comanda o exército espanhol que interveio em Itália. Pelo Tratado de Aquisgrão, de 1748, os ducados de Parma e Placência, de que seu irmão, don Carlos já havia sido titular são-lhe cedidos pela imperatriz Maria Teresa. Assim, Filipe converte-se no novo soberano de Parma, dando início à Casa de Bourbon-Parma, ramo mais novo dos Bourbon de Espanha.

## Primeiros anos

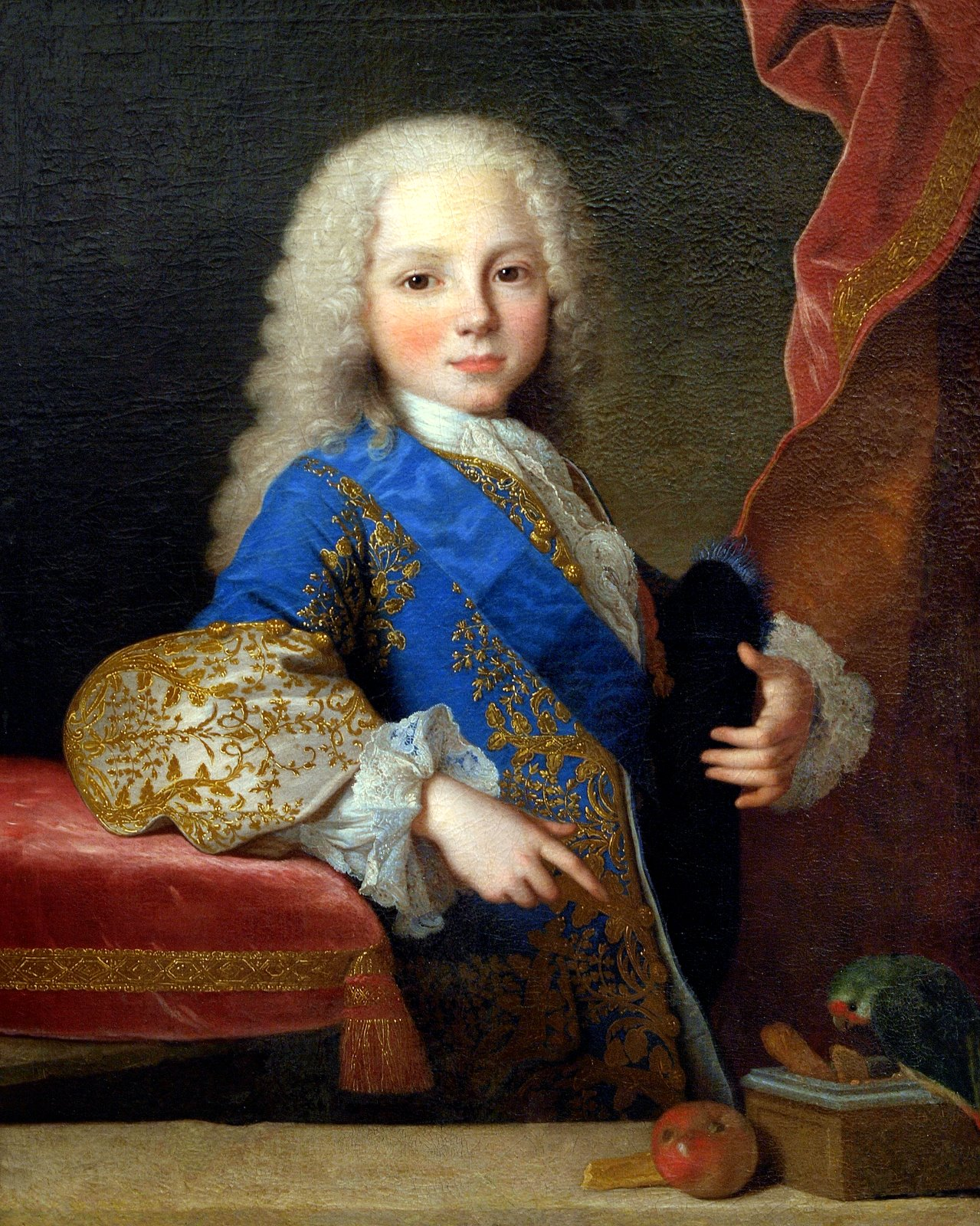
Retrato do infante Filipe por Jean Ranc, 1725

Filipe nasceu em 15 de março de 1720 no Real Alcálzar de Madrid em Madrid. Era o segundo filho do rei Filipe V da Espanha e sua segunda esposa Isabel Farnésio, sendo assim neto dos reis Luís XIV de França pelo lado paterno e Rainúncio II de Parma pelo lado materno.
Filipe cresceu em Madrid e desde a infância mostrou maior interesse pelas artes do que política. Em 1738, com a permissão de seu pai, o rei, ele comprou o Condado de Chinchon de seu último proprietário, Giuseppe Cesarini Sforza-com dignidade Grande de Espanha.
A sua mãe, Isabel, provinha da família Farnésio, dinastia que, desde o século XVI governara o Ducado de Parma e Placência, no vale do rio Pó. Durante a Guerra da Sucessão da Áustria, em 1741, Filipe comanda o exército espanhol que interveio em Itália. Pelo Tratado de Aquisgrão, de 1748, os ducados de Parma e Placência, de que seu irmão, don Carlos já havia sido titular são-lhe cedidos pela imperatriz Maria Teresa. Assim, Filipe converte-se no novo soberano de Parma, dando início à Casa de Bourbon-Parma, ramo mais novo dos Bourbon de Espanha.

## Casamento

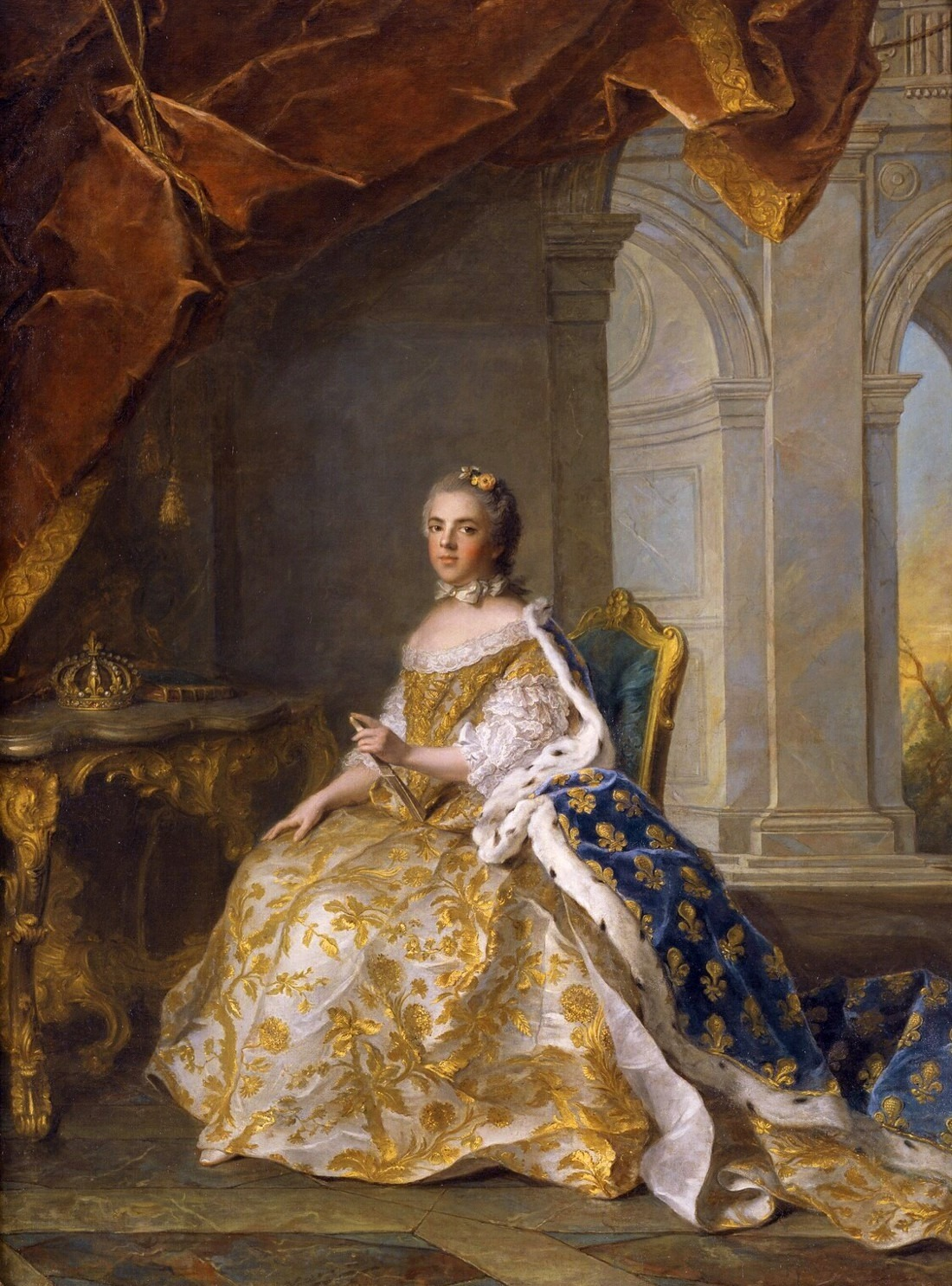
Retrato póstumo de Luísa Isabel da França por Jean-Marc Nattier, 1761

Em Fevereiro de 1739, quando Filipe tinha dezenove anos, foi anunciado o seu compromisso de casamento com a princesa Luísa Isabel da França. Luísa Isabel era a primogênita do rei Luís XV de França e da sua esposa, a princesa polaca Maria Leszczyńska. O noivado prosseguiu com a tradição de cimentar as alianças entre as duas potências católicas Espanha e França através do casamento. Porém, o noivado foi mal recebido na corte francesa, uma vez que Filipe era apenas o terceiro na linha de sucessão, sendo reduzida a possibilidade de alguma vez vir a ocupar o trono espanhol.
Filipe casou-se por procuração a 26 de Agosto de 1739. O casamento foi marcado por celebrações faustosas. Finalmente, no dia 30 de Agosto, Isabel partiu de Versalhes para Espanha. 
Já em território espanhol, Filipe conheceu finalmente a esposa, de doze anos, em Alcalá de Henares, situado a 30km de Madrid. O casamento teve lugar no dia 25 de Outubro de 1739.

## Duque de Parma

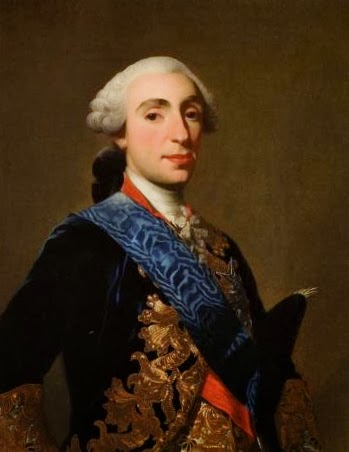
Filipe I, Duque de Parma por Alexander Roslin, c. 1750

Em 1748, Filipe conseguiu sair de Espanha. No Tratado de Aquisgrão, que pôs termo à Guerra da Sucessão Austríaca, a imperatriz Maria Teresa da Áustria foi forçada a ceder os ducados de Parma, Placência e Guastalla a Filipe V de Espanha. Por intervenção de Luís XV, Filipe e a esposa tornaram-se Duques de Parma.
Sua mulher, Isabel regressou a Versalhes em Dezembro de 1748, a caminho de Parma, para agradecer ao seu pai. Ficou durante cerca de um ano, durante o qual veio a conhecer e entender Madame de Pompadour, ao contrário da mãe e dos irmãos, que odiavam a amante do rei.

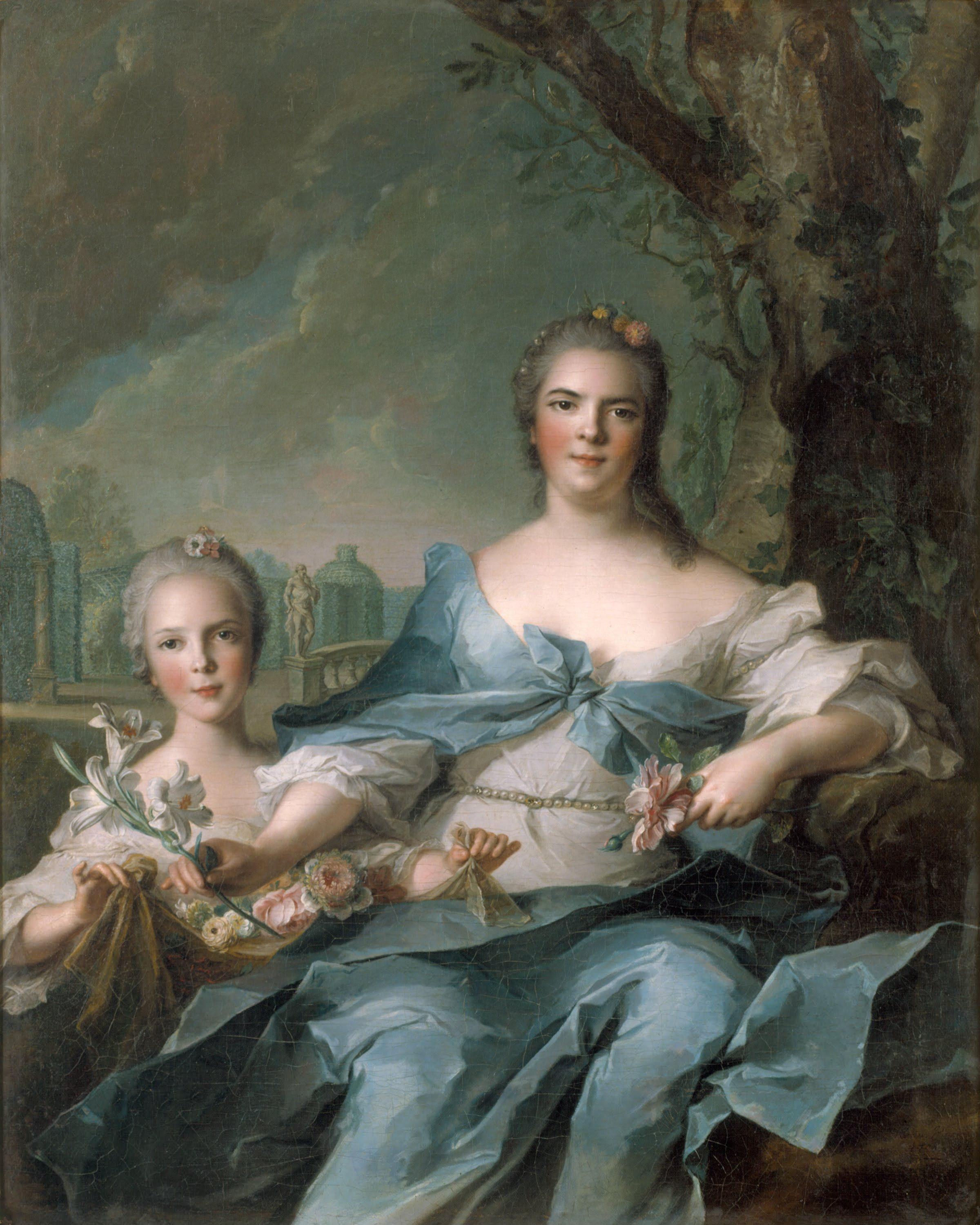
Retrato da duquesa Luísa Isabel com sua filha mais velha por Jean-Marc Nattier, 1750

Durante este primeiro regresso ao seu país natal, um membro da corte descreveu Madame Infante como "encantadora", com "olhos penetrantes" e "inteligência expressa". Outro observador, menos favorável, afirmou que ela era "uma jovem be-dotada, amadurecida pela maternidade". Isabel chegou a parma em Outubro de 1749, trazendo consigo os costumes da corte francesa.
Ao regressar a Parma, Isabel começou a buscar um reino maior. Luísa Isabel dará à luz dois outros filhos ao seu marido. Aproveitando a nova aliança entre os Bourbons e os Habsburgos, ela consegue o apoio do pai para os projectos de casamento de dois de seus filhos, o de Isabel com o futuro imperador José II, e o de Maria Luísa, a filha mais jovem, com o pequeno duque de Borgonha, filho do Delfim, casamento que não se veio a concretizar por morte do jovem duque.
Aliou-se com a imperatriz Maria Teresa da Áustria, que lhe prometera o trono dos Países Baixos. Em Setembro de 1757, Isabel regressou novamente a França na esperança de casar a filha Isabel com o Arquiduque José, herdeiro do trono austríaco. O casamento teve lugar em 1760.
Em 1759, Fernando VI de Espanha morreu sem descendentes, sendo sucedido pelo irmão mais novo, que se tornou Carlos III de Espanha. Apesar de o marido de Isabel estar um passo mais próximo do trono, o facto de Carlos ter vários filhos tornava ainda improvável a possibilidade de algum dia herdar o trono espanhol.

## Morte e legado
Filipe morreu repentinamente em 18 de julho de 1765 em Alexandria, depois de ter acompanhado sua filha Maria Luísa em seu caminho para Génova, onde ela embarcou para a Espanha para se casar com Carlos, Príncipe das Astúrias. Através de Maria Luisa, Filipe é ancestral comum dos Bourbons de Espanha, dos Bourbon das Duas Sicílias e da Casa d'Orleães.
O governo de Felipe I de Parma dirigido por Guillaume du Tillot, desenvolveu uma política liberalista, contrapondo a monarquista absolutista. Em seu governo, a limpeza de sangue foi introduzida, o poder do Estado foi fortalecido, as escolas públicas foram criadas e novos currículos foram desenvolvidos em universidades. Graças a Filipe, Parma tornou-se um dos mais importantes centros intelectuais da Itália.

## Descendência

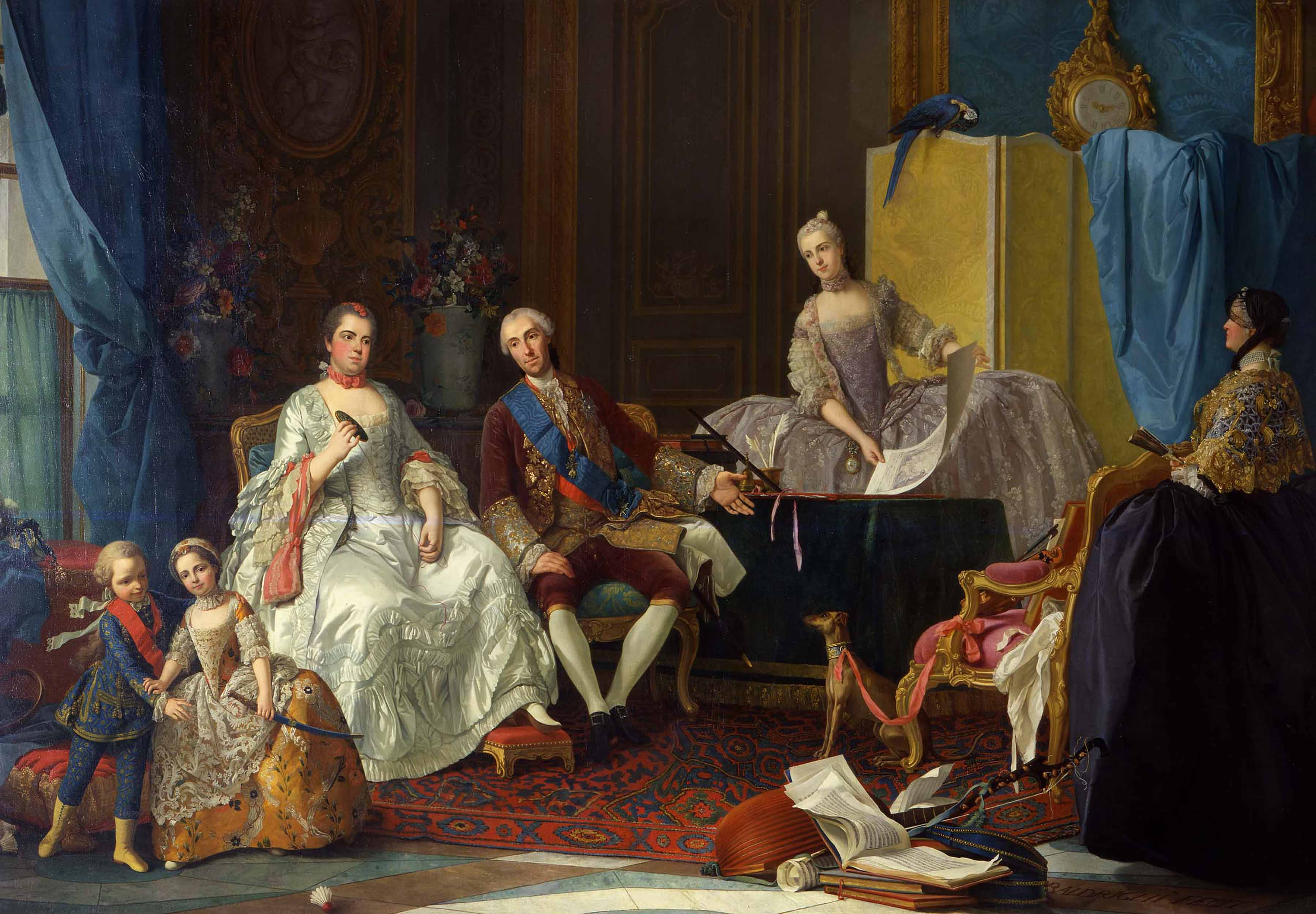
A família de Filipe I de Parma, por Giuseppe Baldrighi em 1755. Esquerda para direita: Fernando, Maria Luísa, Luísa Isabel, Filipe I e Isabel.

| Imagem | Nome                       | Nascimento             | Morte                  | Notas                                                   |
| ------ | -------------------------- | ---------------------- | ---------------------- | ------------------------------------------------------- |
|        | Isabel de Parma            | 31 de dezembro de 1741 | 27 de novembro de 1763 | Casou-se com José da Áustria, com descendência.         |
|        | Fernando I, Duque de Parma | 20 de janeiro de 1751  | 9 de outubro de 1802   | Casou-se com Maria Amália da Áustria, com descendência. |
|        | Maria Luísa de Parma       | 9 de dezembro de 1751  | 2 de janeiro de 1819   | Casou-se com Carlos IV de Espanha, com descendência.    |